# Takeshi Okamoto
Takeshi Okamoto (født 27. maj 1991) er en tidligere japansk fodboldspiller.
Han har spillet for flere forskellige klubber i sin karriere, herunder Ehime FC.